# Drujnie, Krasîliv
Drujnie (în ucraineană Дружнє) este o comună în raionul Krasîliv, regiunea Hmelnîțkîi, Ucraina, formată numai din satul de reședință.

## Demografie
Componența lingvistică a comunei Drujnie
     Ucraineană (99,58%)
     Alte limbi (0,42%)
Conform recensământului din 2001, majoritatea populației comunei Drujnie era vorbitoare de ucraineană (99,58%), existând în minoritate și vorbitori de alte limbi.